# Anisogamus difformis
Anisogamus difformis là một loài Trichoptera trong họ Limnephilidae. Chúng phân bố ở miền Cổ bắc.